# Why You Wanna Treat Me So Bad?
Singles de Prince
I Wanna Be Your Lover
(1979) Still Waiting
(1980)
Why You Wanna Treat Me So Bad? est une chanson de Prince et second single extrait de l'album Prince. La chanson servit également de Face-B pour le single I Wanna Be Your Lover publié en 1979.
Comme le titre le dit clairement, Prince reproche à une fille de mal le traiter. C'est la première œuvre clairement rock présentée par Prince. La guitare et la basse y ont une place déterminante et les claviers sont plus en retrait ce qui s'éloigne des premières bases. Une partie importante de la chanson : Le solo de guitare interprété par Prince pour conclure, ce qui apporte déjà de bons éléments concernant sa maîtrise de l'instrument.
La chanson présente un clip, là aussi assez simple. Les images proviennent des répétitions pour le Prince Tour. La chanson a figuré sur les trois premières tournées de Prince avec d'abord une version prolongée puis diminué.
Tuesday Knight reprit le titre Why You Wanna Treat Me So Bad? pour son premier album éponyme sorti en 1987.